# ISO 3166-2:CG
Kódy ISO 3166-2 pro Republiku Kongo identifikují 12 departementů (stav v březnu 2015). První část (CG) je mezinárodní kód pro Republiku Kongo, druhá část sestává z jednoho nebo dvou čísel nebo tří písmen identifikujících departementy.

## Seznam kódů
```
CG-2   Lékoumou (Sibiti)
CG-5   Kouilou (Pointe-Noire)
CG-7   Likouala (Impfondo)
CG-8   Cuvette (Owando)
CG-9   Niari (Dolisie)
CG-11  Bouenza (Madingou)
CG-12  Pool (Kinkala)
CG-13  Sangha (Ouesso)
CG-14  Plateaux (Djambala)
CG-15  Cuvette-Ouest (Ewo)
CG-16  Pointe-Noire (
Pointe-Noire
)
CG-BZV Brazzaville (
Brazzaville
)
```